# Pegasus Field
Pegasus Field (ICAO: NZPG) was een luchthaven van het onderzoeksstation McMurdo, Ross Dependency, Antarctica.